# Сетонизација
Сетонизација је хируршка метода која се примењује у лечењу аналних фистула (малог канала који повезује апсцес, инфицирану шупљину у анусу и отвор на кожи око ануса). Сетонизација се заснива на пласирању дренажног сетона (танка цеви или канапа) кроз фистулу како би канал фистуле био отворен и  омогућила континуирана дренажа гноја и течности из фистуле и тим се спречило стварање апсцес. Сетонизација може бити привремена или трајна, у зависности од конкретног случаја. Ако је привремена метода обично, након сетонизације следе друге хируршке процедуре за затварање фистуле.

## Поступак
Сетонизација је амбулантна процедура која се обично изводи под локалном анестезијом. Након што је пацијент анестезиран, хирург ће провући сетон (хируршки конац или гумену траку) кроз отворе дуж фистуле кроз унутрашњи отвор и ван кроз анус. Затим се веже у омчу која може да остане на истом месту неколико недеља или месеци. Сетон омогућава дренажу фекалног садржаја ван тела и током времена рана зацељује и формира ожиљак, избегавајући сечење мишића сфинктера. Може се поставити један или више сетона у зависности од броја фистула. 

## Индикације
Сетонизација се често ради када је фистула компликована и захтева постепен третман.
Како су аналне фистуле такође честе код људи са инфламаторном болешћу црева, дивертикулитисом (инфекција малих кесица које се понекад развијају у дебелом цреву), операцијама у аналном пределу, туберкулозом и ХИВ-ом и ово су индикације за сетонизацију.

## Вииди још
- Анална фистула